# Viksjöfors
Viksjöfors est une localité de Suède dans la commune d'Ovanåker située dans le comté de Gävleborg.
Sa population était de 252 habitants en 2019.